# Ходяшево
 Ходяшево  — поселок железнодорожного разъезда в Зеленодольском районе Татарстана. Входит в состав городского поселения Нижние Вязовые.

## География
Находится в западной части Татарстана на расстоянии приблизительно 12 км на юг от районного центра города Зеленодольск в правобережной части района.

## История
Основан в 1940-е годы.

## Население
Постоянных жителей было в 1958 — 57, в 1970 — 85, в 1979 — 55, в 1989 — 37. Постоянное население составляло 31 человек (русские 90 %) в 2002 году, 26 в 2010.

## Известные уроженцы
Стариков Евгений Степанович (1936—2007) — советский и российский деятель культуры, композитор, литератор, член Союза писателей России с 2005 года. Директор детской музыкальной школы г. Волжска Марийской АССР / Марий Эл (1963―2007). Автор музыки гимна г. Волжска Марий Эл (2002). Заслуженный работник культуры Российской Федерации (1997). Почётный гражданин г. Волжска Марий Эл (1996).